# Oxford Circus (metropolitana di Londra)
Oxford Circus è una stazione delle linee Bakerloo, Central e Victoria della metropolitana di Londra.
È la sesta stazione della metropolitana più trafficata con circa 54 milioni di passeggeri nel 2022 e la più utilizzata tra quelle prive di connessione alla National Rail.

## Storia

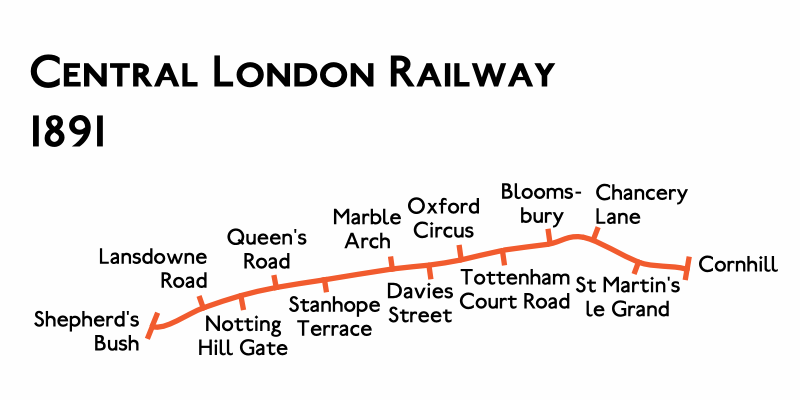
Il percorso originario della Central line, tra Shepherd's Bush e Cornhill (Bank) via Oxford Circus

### Central line
Negli anni 1890, la Central London Railway (CLR) presentò al Parlamento un progetto di legge ad iniziativa personale per la costruzione di una ferrovia sotterranea tra Shepherd's Bush e Cornhill (l'odierna Bank); questi progetti vennero accettati dal Parlamento il 5 agosto 1891.
La CLR ingaggiò gli ingegneri James Henry Greathead, Sir John Fowler, e Sir Benjamin Baker per la progettazione della linea. L'inaugurazione ufficiale della CLR (oggi nota come Central line), presenziata dal principe di Galles, avvenne il 27 luglio 1900, per poi essere aperta al pubblico tre giorni dopo, il 30 luglio. La stazione di Oxford Circus venne aperta come parte della prima sezione della linea, quella tra Shepherd's Bush e Bank; nel 1935—40 fu inoltre interessata da un intervento di ampliamento della banchina, nell'ambito del New Works Programme.

### Bakerloo e Victoria line

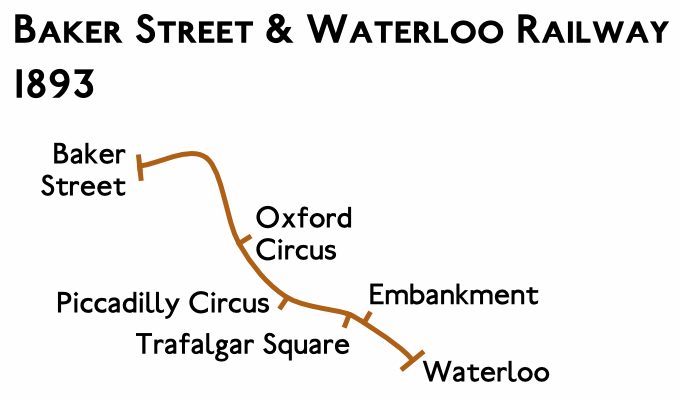
Il percorso originario della Bakerloo line, tra Baker Street e Waterloo via Oxford Circus

Nel 1900 venne autorizzata la progettazione di un'altra linea, interamente sotterranea, tra Marylebone ed Elephant & Castle via Baker Street and Waterloo. La costruzione delle infrastrutture ebbe inizio nell'agosto 1898 sotto la direzione di Sir Benjamin Baker, W.R. Galbraith e R.F. Church; anche Oxford Circus venne coinvolta dalla BS&WR (l'odierna Bakerloo line), e le banchine della nuova linea vennero inaugurate il 10 marzo 1906.
Un'altra linea, infine, ha segnato la storia della stazione di Oxford Circus: si tratta della Victoria line, che ha iniziato a servire lo scalo a partire dal 7 marzo 1969.

## Strutture e impianti

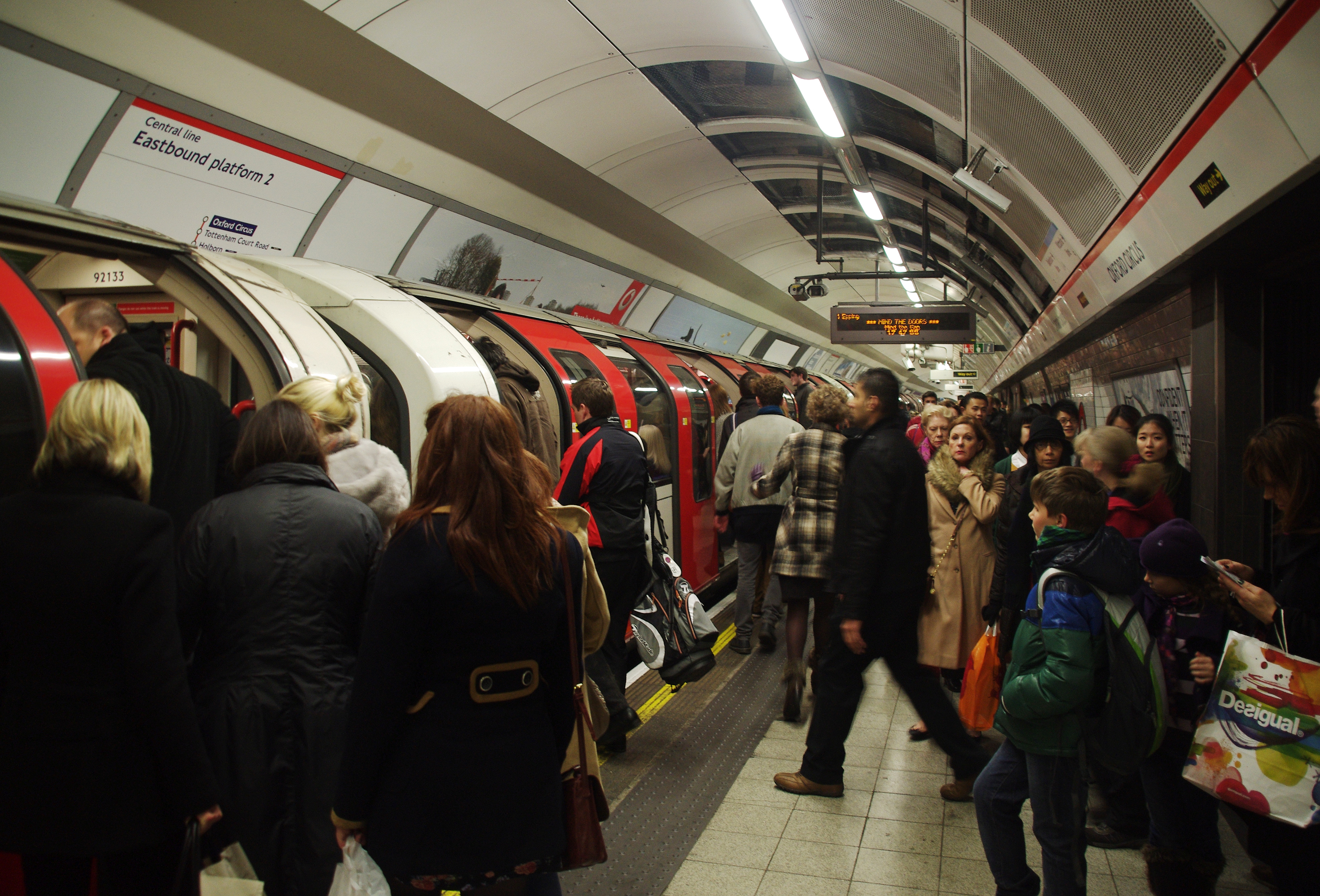
Sovraffollamento sulla banchina della Central line.

La CLR e la BSWR avevano fabbricati viaggiatori e trombe dell'ascensore distinti. I due edifici della stazione, che oggi continuano ad esistere sotto forma di uscite, insistono sui due lati differenti di Argyll Street, a sud di Oxford Street, appena a est del circus stesso. In origine, le stazioni erano completamente separate, ma per favorire l'interscambio tra le linee venne ben presto costruito un interscambio a livello delle banchine; a lato, i due fabbricati sono rispettivamente due squisiti esempi dello stile architettonico di Harry Bell Measures (CLR) e Leslie Green (BS&WR), e sono protetti in quanto monumenti classificati di grado II dal 20 luglio 2011.
Il sovraffollamento interessò la stazione sin dal XX secolo, e vi furono diversi provvedimenti mirati ad ovviare questo problema. Il primo di questi interventi si data nel 1912, quando la stazione venne per gran parte ricostruita, con la costruzione di una nuova biglietteria per entrambe le linee e l'introduzione delle scale mobili in luogo degli ascensori. Ciò, tuttavia, non bastò per decongestionare la stazione, sicché vi furono ulteriori interventi nel 1928, con la costruzione di nuove scale mobili per le banchine della Bakerloo, e nel 1942, con la reintroduzione degli ascensori.
La stazione, infine, fu chiusa tra il 31 agosto e il 20 novembre 1939 per facilitare il proseguimento dei progetti per il controllo delle inondazioni, attuati in vista della seconda guerra mondiale; malgrado l'accesso alla stazione fosse negato, questa era ancora utilizzata per l'interscambio tra le linee Bakerloo e Central.
Per gestire i nuovi flussi di passeggeri provenienti dalla costruenda Victoria line, si provvide alla costruzione di una nuova biglietteria, direttamente al di sotto dell'incrocio stradale. Per l'edificazione della struttura, il traffico veicolare venne deviato per cinque anni (dall'agosto 1963 al 1968) su una struttura temporanea creata per assicurare la continuità del corpo stradale tra Regent Street e Oxford Street sugli scavi, comunemente soprannominata «l'ombrello» (umbrella).
Si trova nella Travelcard Zone 1.

## Interscambi
Nelle vicinanze della stazione effettuano fermata numerose linee urbane automobilistiche, gestite da London Buses.
- Fermata autobus